# Nintendo GameCube
Nintendo GameCube (japanski ゲームキューブ), razvojno ime "Dolphin" (dupin) je ime igraće konzole koju je razvila japanska tvrtka Nintendo i pustila u prodaju 14. rujna 2001. GameCube pripada šestoj generaciji igraćih konzola, a glavni suparnici su Sony PlayStation 2 i Microsoft Xbox.

## Dodaci za konzolu
Uz obični GameCube kontroler, Nintendo je proizvodio i WaveBird kontroler. WaveBird je bežičan i koristi dvije AA baterije. Kako se baterije ne bi brzo potrošile, WaveBird ne može vibrirati kao obični kontroler. Uz WaveBird, još jedan istaknutiji kontroler je DK Bongos. DK Bongos je kontroler koji se koristi u igrama Donkey Konga, Donkey Konga 2, Donkey Konga 3 i Donkey Kong Jungle Beat. Nintendo je također proizvodio i dodatak pod nazivom Game Boy Player. Preko njega se na GameCube-u mogu igrati Game Boy, Game Boy Color i Game Boy Advance igre tako da se umetne kazeta s igrom u dodatak. U čitaču mora biti miniDVD koji dolazi s Game Boy Playerom, a sam dodatak se spaja s konzolom donje strane.
- WaveBird kontroler
- DK Bongos
- Game Boy Player (ispod konzole)
- Konzola s donje strane

## Igre
Za GameCube je dostupno preko 350 igara, najpoznatije su:
| - Animal Crossing - Baten Kaitos - Beyond Good & Evil - Big Air Freestyle - Call of Duty 2 - Crash Bandicoot: The Wrath of Cortex - Crash Tag Team Racing - Crash Nitro Kart - Donkey Konga 1 & 2 - Eternal Darkness – Sanity’s Requiem - F-Zero GX - Final Fantasy: Crystal Cronicles - Fire Emblem: Path of Radiance - Geist - Harvest Moon: A Wonderful Life - Kelly Slater's Pro Surfer - Killer 7 - Legend of Spyro, The - A new beginning - Luigi's Mansion - Mario Golf: Toadstool Tour - Mario Kart: Double Dash!! - Mario Party 4–7 - Mario Power Tennis - Mario Smash Football - Mario Superstar Baseball - Medal of Honor: European Assault - Medal of Honor: Frontline - Metal Gear Solid: The Twin Snakes - Metroid Prime 1 & 2 Echoes - Need for Speed: Underground 1 & 2 - Need for Speed: Most Wanted - Need for Speed: Carbon - Paper Mario: Die Legende vom Äonentor - Phantasy Star Online 1-3 - Pikmin 1 & 2 - Pokemon Colosseum - Pokemon XD: Der dunkle Sturm | - Prince of Persia: The Sands of Time - Prince of Persia: The Two Thrones - Prince of Persia: Warrior Within - Rayman 3: Hoodlum Havoc - Resident Evil (Remake) - Resident Evil 4 - Resident Evil Code Veronica X - Resident Evil Zero - Sims 2 - Soul Calibur II - Star Fox Adventures - Star Fox Assault - Star Wars: Rogue Squadron 2 & 3 - Super Mario Sunshine - Super Monkey Ball 1 & 2 - Super Smash Bros. Melee - Tales of Symphonia - The Legend of Zelda: Four Swords Adventures - The Legend of Zelda: The Wind Waker - The Legend of Zelda: Twilight Princess - TimeSplitters 2 & 3 - True Crime: Streets of LA - True Crime: New York City - Tony Hawk´s: Pro Skater 3 & 4 - Tony Hawk´s: Underground 1 & 2 - Tony Hawk´s: American Wasteland - Viewtiful Joe 1 & 2 - Wario World - Wave Race: Blue Storm - WWE Day of Reckoning 1 & 2 |